# Cmentarz prawosławny w Stefankowicach
Cmentarz prawosławny w Stefankowicach – nekropolia prawosławna w Stefankowicach, utworzona prawdopodobnie po 1875, użytkowana do końca II wojny światowej.

## Historia i opis
Cmentarz został prawdopodobnie urządzony po likwidacji unickiej diecezji chełmskiej w 1875, gdy miejscowi unici, pod przymusem przeszli na prawosławie. Cmentarz był użytkowany przez miejscową ludność prawosławną do końca II wojny światowej. W kolejnych latach został porzucony i popadł w ruinę.
Na początku lat 90. XX wieku na terenie nekropolii znajdowało się 10 nagrobków, z czego osiem uszkodzonych. Nagrobki uszkodzone pierwotnie miały postać krzyży prawosławnych ustawionych na prostopadłościennych postumentach lub stellach. Najstarszy z nagrobków datowany jest na r. 1906. Na cmentarzu pochowani są prawosławny kapłan Mychajło Bokijewycz oraz matuszka Antonina Ulaszkewycz, którzy według napisu nagrobnego zostali w 1945 zamordowani. Poza tym na terenie nekropolii zachowały się nagrobek-stella z krzyżem łacińskim oraz jeden nagrobek w postaci poziomej płyty. Na obydwu znajdują się inskrypcje w języku polskim, nagrobki te jako jedyne na cmentarzu nie są zniszczone.

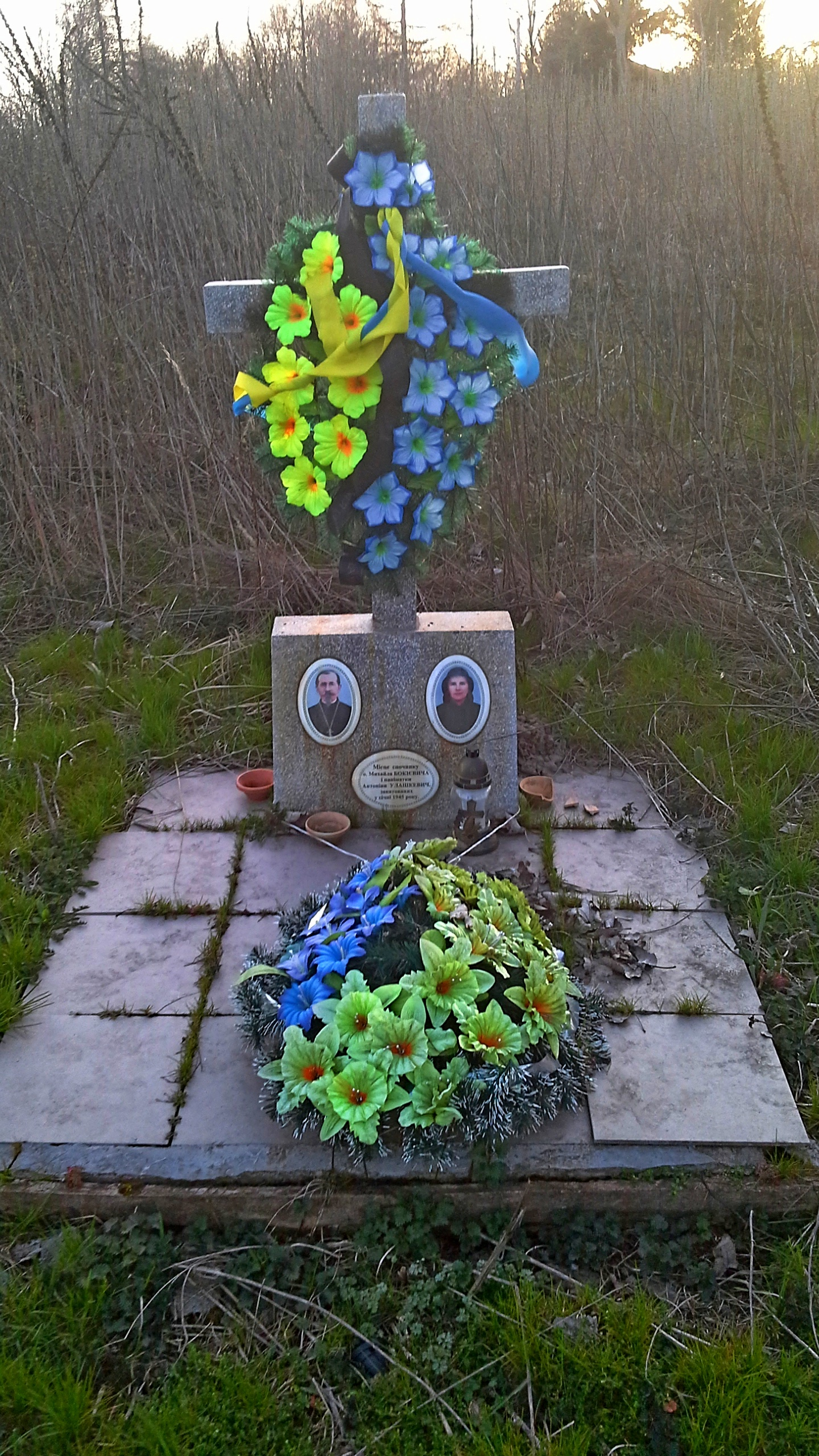
Grób Mychajły Bokijewycza i Antoniny Ulaszkewycz
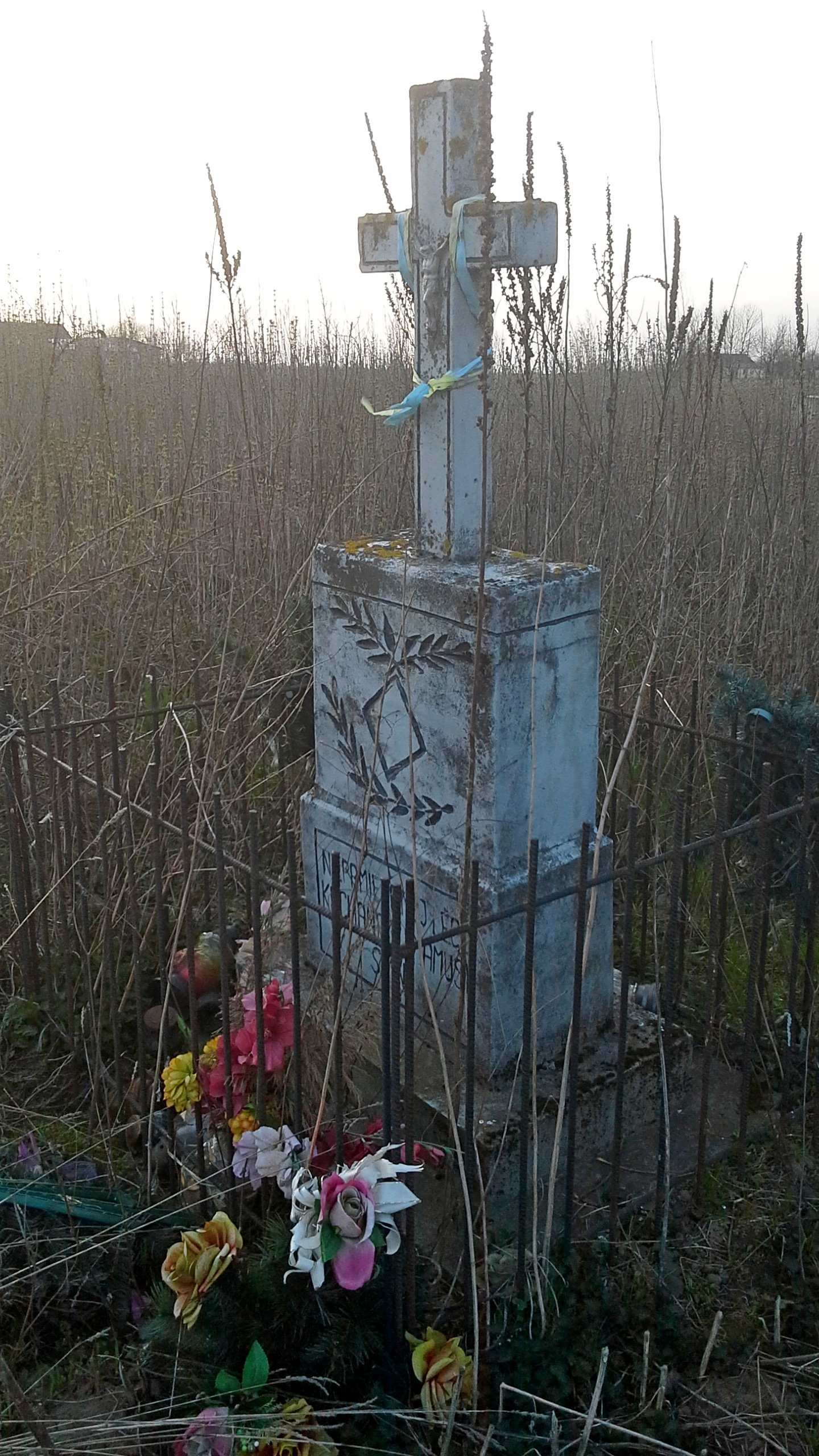
Nagrobek z krzyżem łacińskim
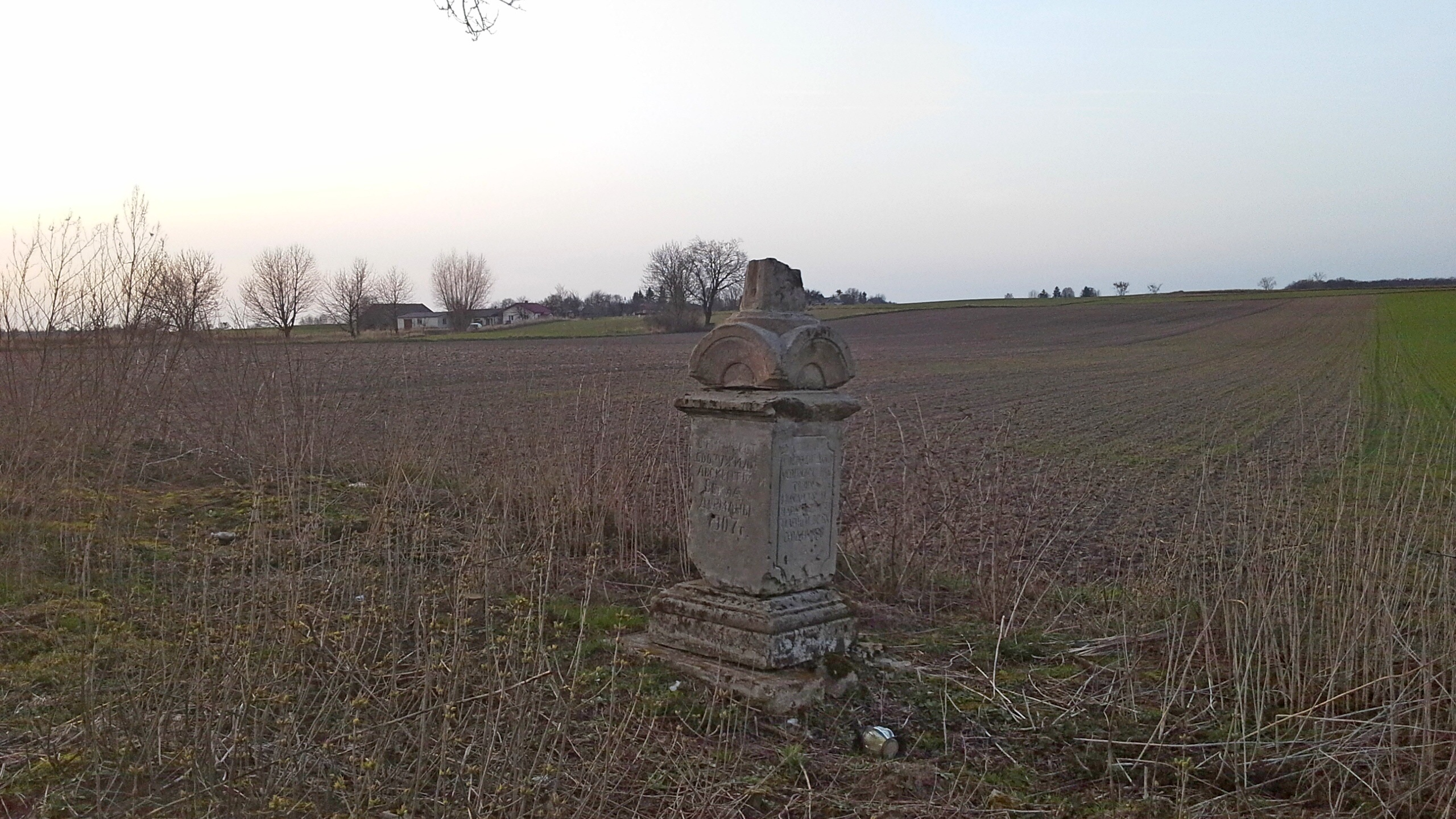
Uszkodzony nagrobek z pocz. XX w.